# Shocksteady
Shocksteady is een Nederlandse trance-groepering bestaande uit de dj's / producers Thijs Ploegmakers en Dirk Jans. Hun eerste single is Take A Ride. De groep maakte al eerder nummers onder de projectnaam Driftwood (samen met producer Ron van Kroonenburg). Hun eerste twee nummers Freeloader en Anything Goes waren allebei een wereldwijd succes. Verder heeft Driftwood nummers van onder andere 4 Strings, Lasgo, DJ Sammy en Jordan & Baker geremixt.
Thijs Ploegmakers is tegenwoordig actief als hardstyle DJ genaamd 'Adaro'. Tevens vormt hij samen met Ran-D het duo 'Gunz 4 hire' in hetzelfde muziekgenre

## Discografie
Singles Shocksteady
1. "Take a Ride" (2006)

Singles Driftwood
1. "Freeloader" (2002)
2. "Anything Goes" (2003)

### Hitlijsten
| Single met eventuele hitnotering(en) in de Nederlandse Top 40 | Datum van verschijnen | Datum van binnenkomst | Hoogste positie | Aantal weken | Opmerkingen             |
| ------------------------------------------------------------- | --------------------- | --------------------- | --------------- | ------------ | ----------------------- |
| Freeloader                                                    | 2002                  | 14-12-2002            | 22              | 8            | Dancesmash op Radio 538 |
| Anything Goes                                                 | 2003                  |                       | tip3            |              | Dancesmash op Radio 538 |